# Extremadura
Extremadura (španělsky Extremadura) je jedno ze 17 autonomních společenství a historické území na západě Španělska při hranicích s Portugalskem. Metropolí společenství, jejíž části náležely ke středověkým královstvím Leónu a Kastilii, je nevelká Mérida, přestože největším městem regionu je Badajoz.
Pocházela odtud řada slavných dobyvatelů (conquistadorů) a proto se ji také říká „tierra de conquistadores“ (země dobyvatelů). Patřili mezi ně Hernán Cortés, Francisco Pizarro, Pedro de Alvarado, Pedro de Valdivia a další. Mnoho měst v Americe je také pojmenováno podle měst v jejich vlasti. Mérida je hlavním městem Extremadury a také jsou to významná města v Mexiku a Venezuele; Medellín je v současnosti malé město v Extremaduře, ale také je to druhé největší město v Kolumbii; Albuquerque největší město Nového Mexika, má název vzniklý zkomolením Alburquerque, názvu dalšího extremadurského města. Také dva španělští astronauti Michael López-Alegría a Pedro Duque mají rodinné vazby na Extremaduru.

## Historie

### Pravěk a starověk

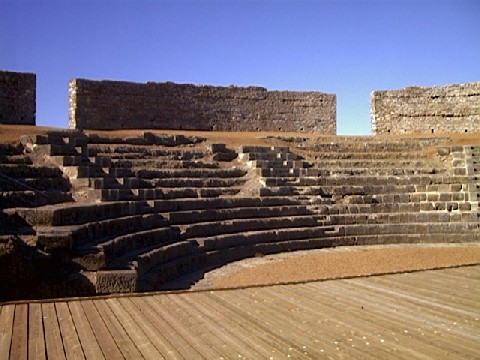
Římské divadlo ve městě Casas de Reina v provincii Badajoz

Extremadura je významnou lokalitou pravěku, v jeskyni Cueva de Maltravieso se dochovaly nástěnné malby ze spodního paleolitu. Dále je zde čtrnáct dobře dochovaných dolmenů: například v obcích Alcántara, Guadalperal nebo Lácara. 
Ve starověku území obývaly kmeny Iberů, od 5. století př. n. l. sem směřovala expanze Keltů (kteří se s Ibery smísili do nového etnika Keltiberů) a později Kartága. Ve 2. století př. n. l. nakonec území ovládla Římská říše. V jejím rámci pak bylo území dnešní Extremadury začleněno do provincie Hispania Ulterior. Roku 14 př. n. l. byla v rámci územní reorganizace Římské říše tato provincie rozdělena mezi provincie Lusitánie (z Extremadury k ní patřilo území moderní provincie Cáceres a severní část moderní provincie Badajoz) a Hispánii Baeticu (z Extremadury k ní náležela většina území moderní provincie Badajoz). Extremadura pak patřila k důležitým obchodním regionům a vznikla tu města „Caesarina“ (dnešní Cáceres) a „Emerita Augusta“ (dnešní Mérida). Až do současnosti se zde zachovalo ve velice dobrém stavu mnoho především římských historických impozantních staveb, jako jsou akvadukty, divadla, pevnosti atd. Alcántarský most je důkazem římské technické vyspělosti.

### Středověk a novověk
Po pádu Římské říše se území Extremadury stalo součástí Vizigótské říše. V letech 711–718 podlehla Vizigótská říše arabskému vpádu a území Extremadury se načas stalo součástí Arabské říše. Roku 756 se pak Extremadura stala součástí Córdobského emirátu (později chalífátu). Ten se po vyhnání posledního chalífy roku 1031 rozpadl na řadu menších států (taifas), přičemž si dva z nich – Badajoz a Toledo – rozdělily mezi sebe celé území Extremadury. 
Při rekonvistě od třetí třetiny 12. do století 13. byly postupně jednotlivé části dnešní Extremadury dobyty silami království Kastilie a Leónu. Od roku 1202 existoval v rámci království León region Leonská Extremadura (Extremadura leonesa).
Roku 1371 vznikl spojením Leonské Extremadury a přilehlých částí Kastilie, dosud patřících v rámci Kastilie ke Království Toledo, nový správní region Extremadura, který byl od roku 1390 provincií. Její území pak bylo 30. listopadu 1833 rozděleno mezi moderní provincie Cáceres a Badajoz. Podle federalistické ústavy První španělské republiky se měla stát Extremadura jedním ze 17 autonomních spolkových států této federativní republiky, což však kvůli kolapsu republiky nakonec nebylo realizováno.

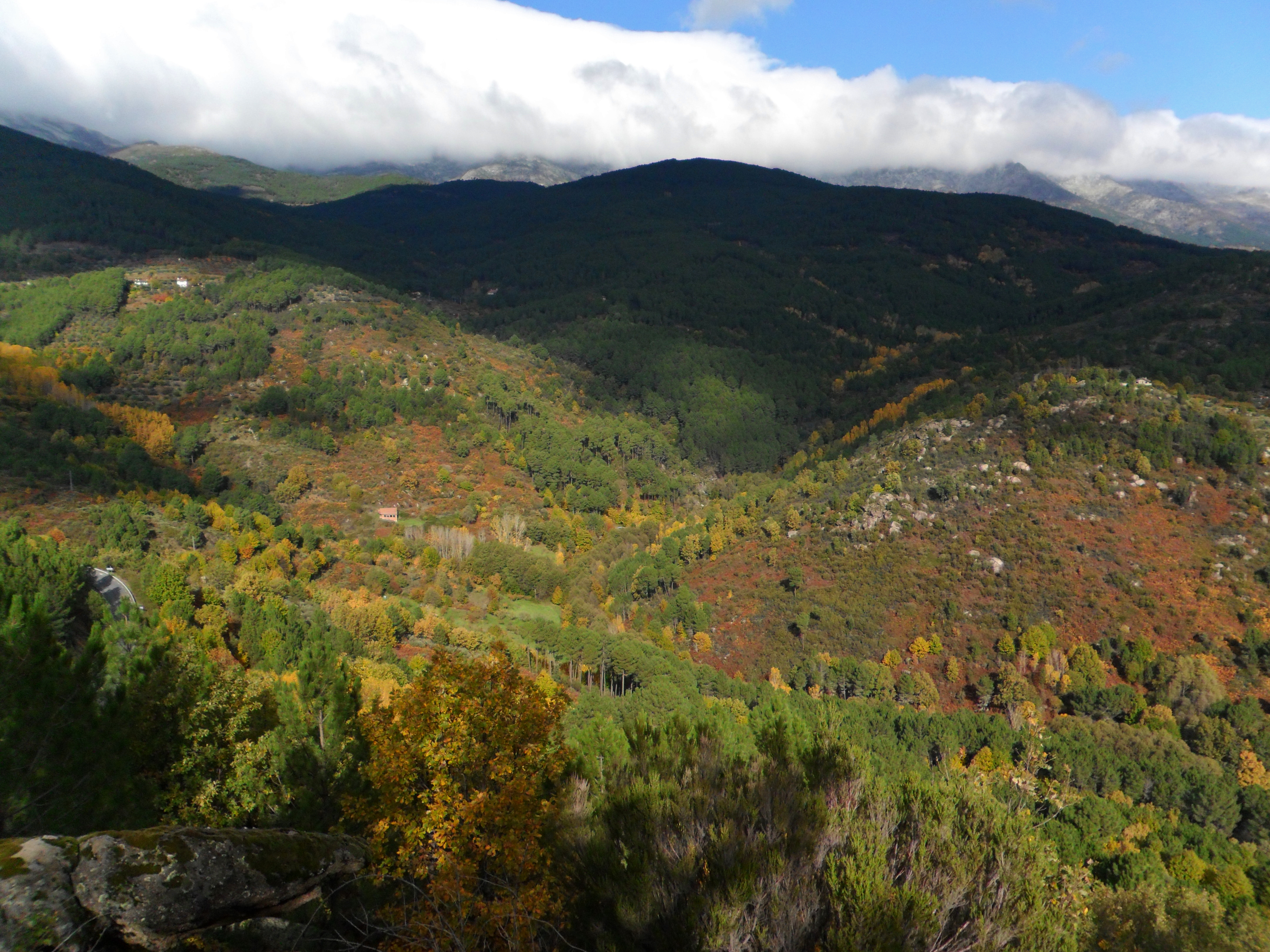
Sierra de Gredos

Po pádu diktátorského režimu generála Francisca Franca a obnovení demokracie ve Španělsku získala Extremadura 13. června 1978 rozsáhlou autonomii, což bylo 26. února 1983 potvrzeno schválením autonomního statutu.

## Symboly

### Vlajka
Extremadurská vlajka je tvořena listem o poměru stran 2:3 se třemi vodorovnými pruhy, zeleným, bílým a červeným. Blíže žerdi, v bílém pruhu je umístěn extremadurský znak. Koruna nad znakem zasahuje do horního, zeleného pruhu.

### Znak
Extremadurský znak je tvořen děleným štítem. V horním, heraldicky pravém, zlatém poli je vyobrazen červený lev. V levém, červeném poli zlatý hrad. V dolní části jsou v modrém poli zlaté Herkulovy sloupy, pod nimi tři stříbrné vlnité proužky a mezi nimi stříbrná stuha s latinským nápisem PLUS ULTRA (česky Víc a dál). Ve stříbrném prsním štítku je strom se zelenou korunou a stříbrným kmenem. Nad štítem koruna.

### Hymna
Extremadurská hymna (španělsky Himno de Extremadura) je poetická píseň. Hudbu složil Miguel del Barco Gallego, text napsal José Rodríguez Pinilla.

## Geografie
Extremadura na západě hraničí s Portugalskem, na severu s autonomním společenstvím Kastilie a León (Castilla y León), na východě s autonomním společenstvím Kastilie-La Mancha (Castilla-La Mancha), na jihu pak s autonomním společenstvím Andalusie (Andalucía). Územím Extremadury protékají významné řeky Tajo a Guadiana, zčásti tvořící hranici Španělska s Portugalskem.
Sever regionu je velmi hornatý. Západní výběžek pohoří Cordillera Central vytvářející zde několik horských pásem a údolí, navazuje na kastilské pohoří Sierra de Gredos. Nejvyšší horou je Calvitero (2425 m) na hranicích s provincií Salamanca. Tato oblast je bohatá na vodu a velice úrodná (známé jsou třešně z Valle del Jerte či papriky z kraje La Vera). Jižně od řeky Tajo se rozkládá suchá země s rozlehlými pláněmi, známá pěstováním vína. Na jihovýchodě provincie Cáceres jižně od řeky Tajo se zvedá pohoří Sierra de Guadalupe navazující na kastilské pohoří Montes de Toledo. Na hranici s Andalusií se zase rozkládá pohoří Sierra Morena.

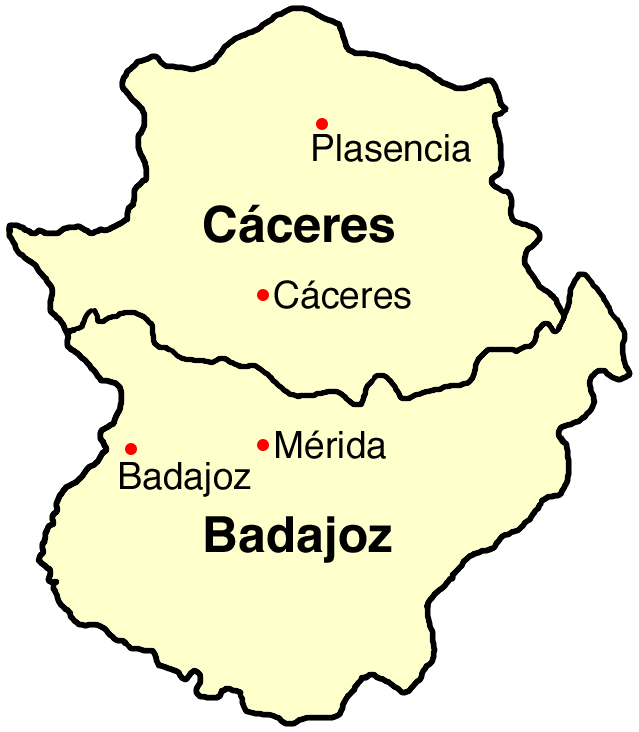
Provincie Extremadury

## Administrativní celky
Území Extremadury se administrativně člení na 2 provincie: Badajoz a Cáceres.

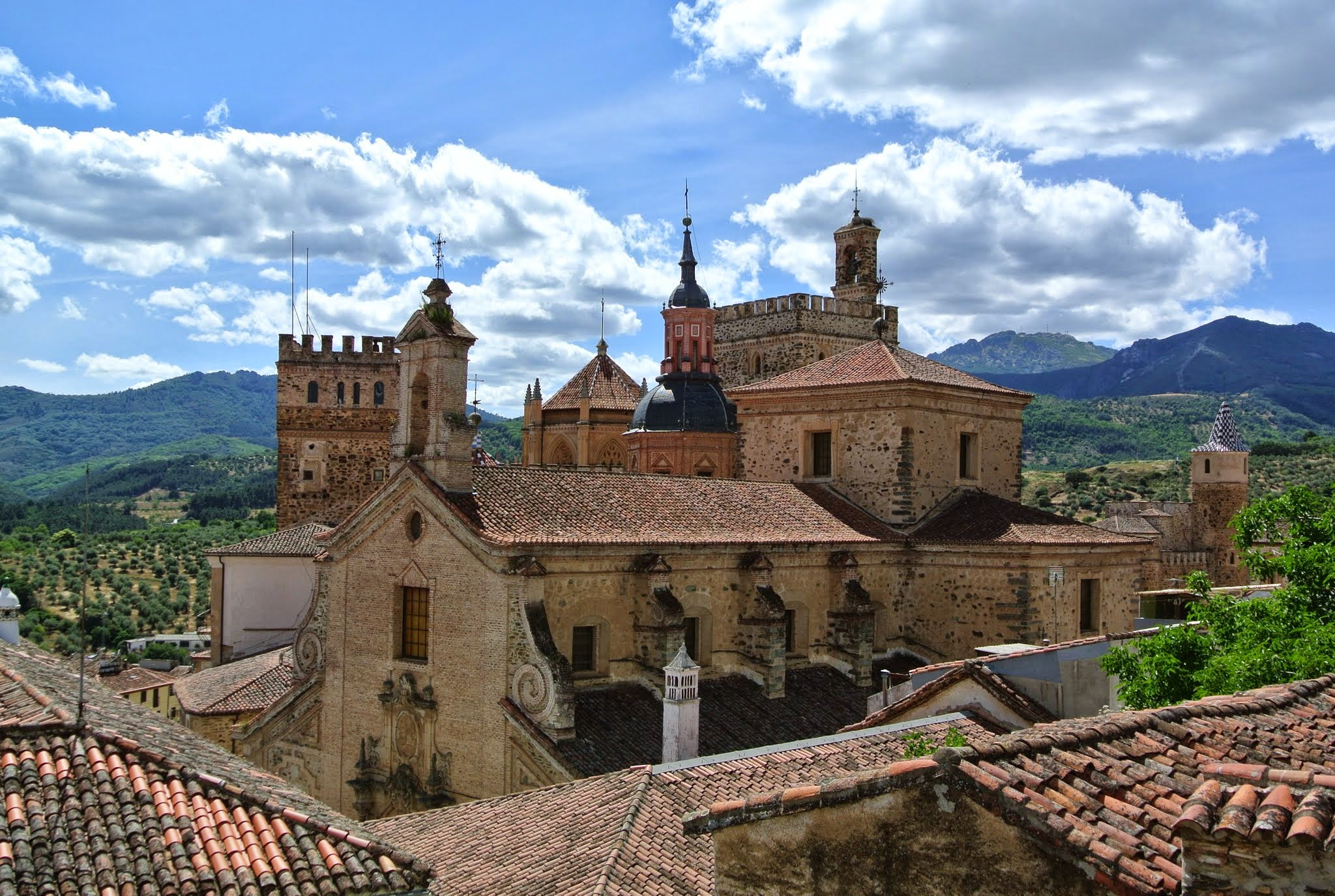
Klášter Santa María de Guadalupe (Cáceres)

## Města
| Pořadí | Název                     | Počet obyvatel (stav k 1.1.2022) |
| ------ | ------------------------- | -------------------------------- |
| 1.     | Badajoz                   | 150 146                          |
| 2.     | Cáceres                   | 95 456                           |
| 3.     | Mérida                    | 59 324                           |
| 4.     | Plasencia                 | 39 247                           |
| 5.     | Don Benito                | 37.310                           |
| 6.     | Almendralejo              | 33 669                           |
| 7.     | Villanueva de la Serena   | 25 873                           |
| 8.     | Navalmoral de la Mata     | 16 784                           |
| 9.     | Zafra                     | 16 702                           |
| 10.    | Montijo                   | 15 427                           |
| 11.    | Villafranca de los Barros | 12 429                           |
| 12.    | Coria                     | 12 308                           |
| 13.    | Olivenza                  | 11 832                           |
| 14.    | Miajadas                  | 9 458                            |
| 15.    | Jerez de los Caballeros   | 9 167                            |

Třemi srovnatelně významnými městy jsou Badajoz (největší město regionu), Cáceres se středověkými a renesančními památkami UNESCO a Mérida – metropole Extremadury s řadou zachovalých římských památek (divadlo, amfiteátr, 2 akvadukty a unikátním mostem). Na severu leží regionální středisko Plasencia, na jihu Zafra, na východě Don Benito. Historický význam mají také město Trujillo, rodiště Francisca Pizarra a dnes nevelký Medellín. 
K poutním místům patří například poustevna svatého Petra z Alkantary v obci Santa Cruz de Paniagua, klášter Panny Marie Guadalupské.

## Předsedové vlád Extremadury
- 9. září 1978 – 22. prosince 1980: Luis Jacinto Ramallo García (UCD)
- 22. prosince 1980 – 20. prosince 1982: Manuel Bermejo Hernández (UCD)

Po zřízení autonomního statutu:
- 20. prosince 1982 – 29. června 2007: Juan Carlos Rodríguez Ibarra (PSOE)
- 29. června 2007 - 7. července 2011: Guillermo Fernández Vara (PSOE)
- 7. července 2011 - 4. července 2015: José Antonio Monago (PP)
- od 4. července 2015: Guillermo Fernández Vara (PSOE)